# Club Deportivo Tarancón
El Club Deportivo Tarancón es un equipo de fútbol español localizado en Tarancón, Cuenca, en la comunidad autónoma de Castilla-La Mancha. Refundado en 1995, actualmente juega en Tercera División - Grupo 18. Disputa los partidos como local en el "Estadio Municipal" de Tarancón, con una capacidad de 1,500 espectadores.

## Historia
El CD Tarancón fue fundado en 1995. El club ganó la Preferente de Castilla-La Mancha en 2018 y ascendió a la Tercera División.

## Temporadas
| Temporada | Nivel | División | Posición | Copa del Rey |
| --------- | ----- | -------- | -------- | ------------ |
| 1982/83   | 4     | 3.ª      | 3.º      |              |
| 1983/84   | 4     | 3.ª      | 20.º     |              |
| 1990/91   | 4     | 3.ª      | 8.º      |              |
| 1991/92   | 4     | 3.ª      | 15.º     |              |
| 1992/93   | 4     | 3.ª      | 20.º     |              |
| 2009/10   | 5     | 1ª Pref. | 14.º     |              |
| 2013/14   | 5     | 1ª Pref. | 13.º     |              |
| 2014/15   | 5     | 1ª Pref. | 143th    |              |
| 2015/16   | 5     | 1ª Pref. | 6.º      |              |
| 2016/17   | 5     | 1ª Pref. | 5.º      |              |
| 2017/18   | 5     | 1ª Pref. | 1.º      |              |
| 2018/19   | 4     | 3.ª      | 14.º     |              |
| 2019/20   | 4     | 3.ª      | 8.º      |              |
| 2020/21   | 4     | 3.ª      | 14.º     |              |
| 2021/22   | 5     | 3.ª Fed. | 10.º     |              |

## Palmarés

### Campeonatos regionales
- Regional Preferente de Castilla-La Mancha (1): 2017-18 (Grupo 2).[8]
- Segunda Regional de Castilla-La Mancha (2): 1997-98 (Grupo 6)[9] y 2004-05 (Grupo 5).[10]
- Subcampeón de la Primera Regional de Castilla-La Mancha (1): 2012-13 (Grupo 4).[11]
- Subcampeón de la Segunda Regional de Castilla-La Mancha (2): 2003-04 (Grupo 6)[12] y 2007-08 (Grupo 2).[13]

### Trofeos Amistosos
- Trofeo San Julián (1): 2017.
- Trofeo de Fiestas Ciudad de Tarancón (2): 2021[14] y 2022.[15]

## Jugadores notables
- Soumaïla Konaré
- Álvaro Corral